# Naakthuwelijk
Naakthuwelijken, ook wel bekend als naakte bruiloften, zijn bruiloften waarbij het paar en/of de gasten naakt de feestelijkheden bijwonen. Deelnemers kunnen hiervoor kiezen omdat ze naturisten zijn of gewoon een ander soort huwelijk willen.
Het bruidspaar kan naakt zijn terwijl de gasten naakt of gekleed kunnen komen, of waarbij iedereen naakt is. Er zijn 270 clubs in Amerika die kledingvrij of kleding optioneel zijn, en sommige hiervan dienen als locaties voor naaktbruiloften.

## Populariteit van de naakte bruiloft
Het eerste bekendgemaakte naakthuwelijk vond plaats in de Garden of Eden op de Wereldtentoonstelling van 1934 in Chicago. Er is een toename van naaktbruiloften, mede door de groei van naaktrecreatie in het algemeen. Volgens de American Association for Nude Recreation (AANR), opgericht in 1931, groeide naaktrecreatie in de jaren negentig met 75 procent. Tegenwoordig schat de AANR dat het is uitgegroeid tot een industrie van $ 440 miljoen, in vergelijking met $ 120 miljoen in 1992.

## Traditionele elementen
Naakte bruiloften kunnen traditionele bloemen, sluiers en accessoires, muziek en eten bevatten. Een ambtenaar leidt de ceremonie en de wettelijke vereisten zijn zoals voor elke andere bruiloft.

## 's Werelds grootste naaktbruiloft
Het grootste naakthuwelijk vond plaats in 2003 in Jamaica met 29 koppels die tegelijkertijd huwden. De bruiloft was op Valentijnsdag in Hedonism III in Runaway Bay, Jamaica. Tot de paren behoorden een Rus, een Canadees en een Amerikaanse Indiaan van de Crow-stam. De ceremonie werd geleid door eerwaarde Frank Cervasio van de Universal Life Church in Florida. Deelnemers moesten minimaal vier dagen blijven en op 12 februari arriveren, twee dagen voor de huwelijksceremonie.

## In de popcultuur
Naakte bruiloften zijn de norm in de fictieve Betazoid-cultuur in Star Trek vanwege hun vermogen om gedachten en emoties van anderen te zien. Deze eigenschap zorgde voor een evolutie naar een open samenleving, die naaktbruiloften toestond zonder taboe.
In de jaren zestig regisseerde Irving Klaw Girls Come Too (ook bekend als How I Became a Nudist), waarin Maria Stinger trouwde met haar echte man Harry Stinger (in de film als 'Dick Powers' bekend) in een nudistenceremonie in een nudistenkamp in Miami.

## Trivia
In China betekent "naakte bruiloft" een eenvoudige bruiloft met een laag budget, zonder de aankoop van een huis, auto of trouwringen. Dergelijke bruiloften worden alsmaar populairder. De term hier verwijst niet naar feitelijke naaktheid.